# Sân bay Sokodé
Sân bay Sokodé (ICAO: DXSK) là một sân bay ở Sokodé, Togo.